# Hornický pomník v Janově
Hornický pomník se nachází na katastrálním území Janov u Krnova v jižní části náměstí obce Janov v okrese Bruntál. Kamenný památník je chráněn jako kulturní památka od roku 1958 a je zapsán v Ústředním seznamu kulturních památek ČR.

## Historie
Obec Janov byla založena kolem roku 1245 a v roce 1535 byla povýšená na svobodné hornické město. Hornický pomník byl postaven v roce 1890 k 650. výročí založení obce Janov. Je signován A. Forsterem ze Zlatých Hor.

## Popis
Na podestě o dvou stupních je posazen odstupněný nahoru se zužující hranolový podstavec, který je ukončen profilovanou římsou. Vespod má jednoduchou patku a je dělený profilovanou kordonovou římsou. Na vrcholu na patce je umístěná kamenná koule. Na stěnách podstavce jsou v rozích upevněny litinové rozetky. Na čelní straně je rytý kolčí štít se dvěma zkříženými hornickými kladívky. Tento motiv bez kolčího štítu je opakován i na ostatních stranách podstavce. Na všech stranách jsou nápisy. Na čelní straně patky je vytesána signatura: 
A. Forster Zuchmantel.

 Pomník je postaven z mramoru a žuly.

## Nápisy
Na všech stranách hranolového podstavce jsou nápisy.
Na čelní straně:
Um 1251 Gründung des Ortes
Janestorph durch den Olmützer Bischof,
Grafen BRUNNO v. SCHAUMBURG - HOLSTEIN

Na boční straně:
1535 erfolgte die Verleihung des Rechtes
an die Gewerke und Knappschaft des
Bergwerks Sankt Johannesthal
im Orte Jansdorf eine freie Bergstadt zu
errichten

Na boční straně:
1581 und 1589 Befreiung der Einwohner
des Bergstadtl Johannesthal
von aller Robot

Na zadní straně:
1577 Verleihung des Marktrechtes
und 1581 des Zunftrechtes an das
Stadtl Johannesthal

## Galerie

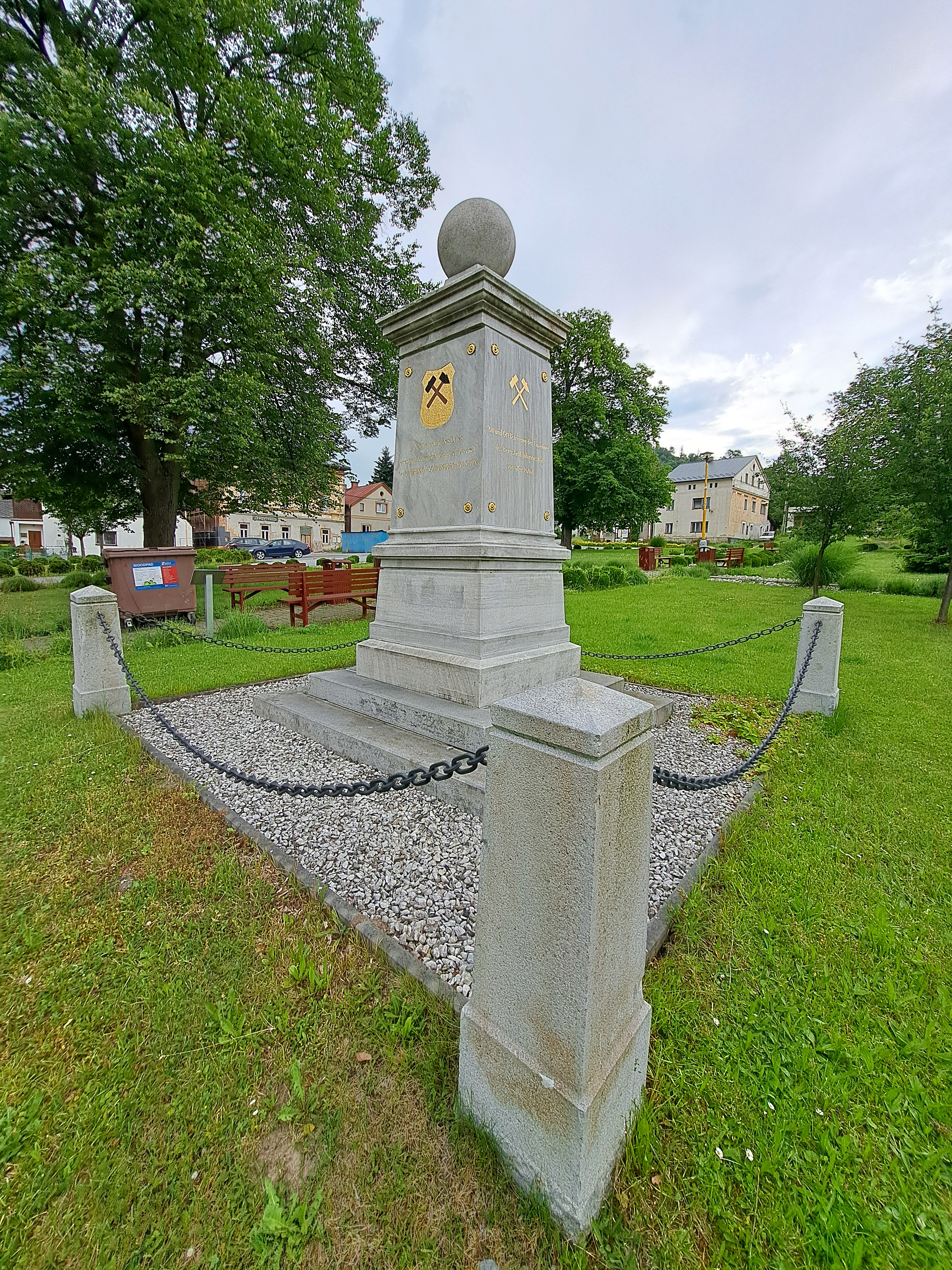
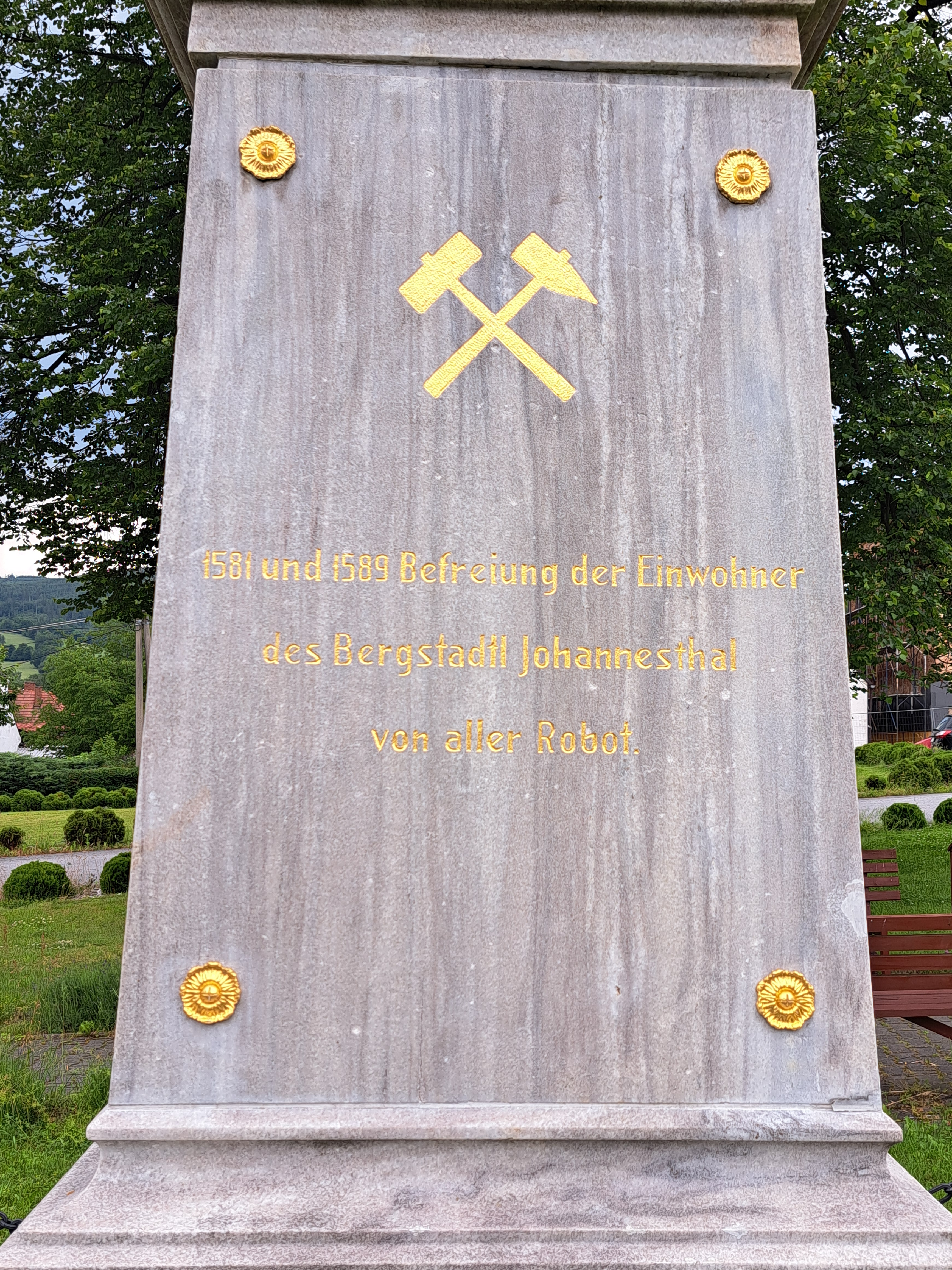
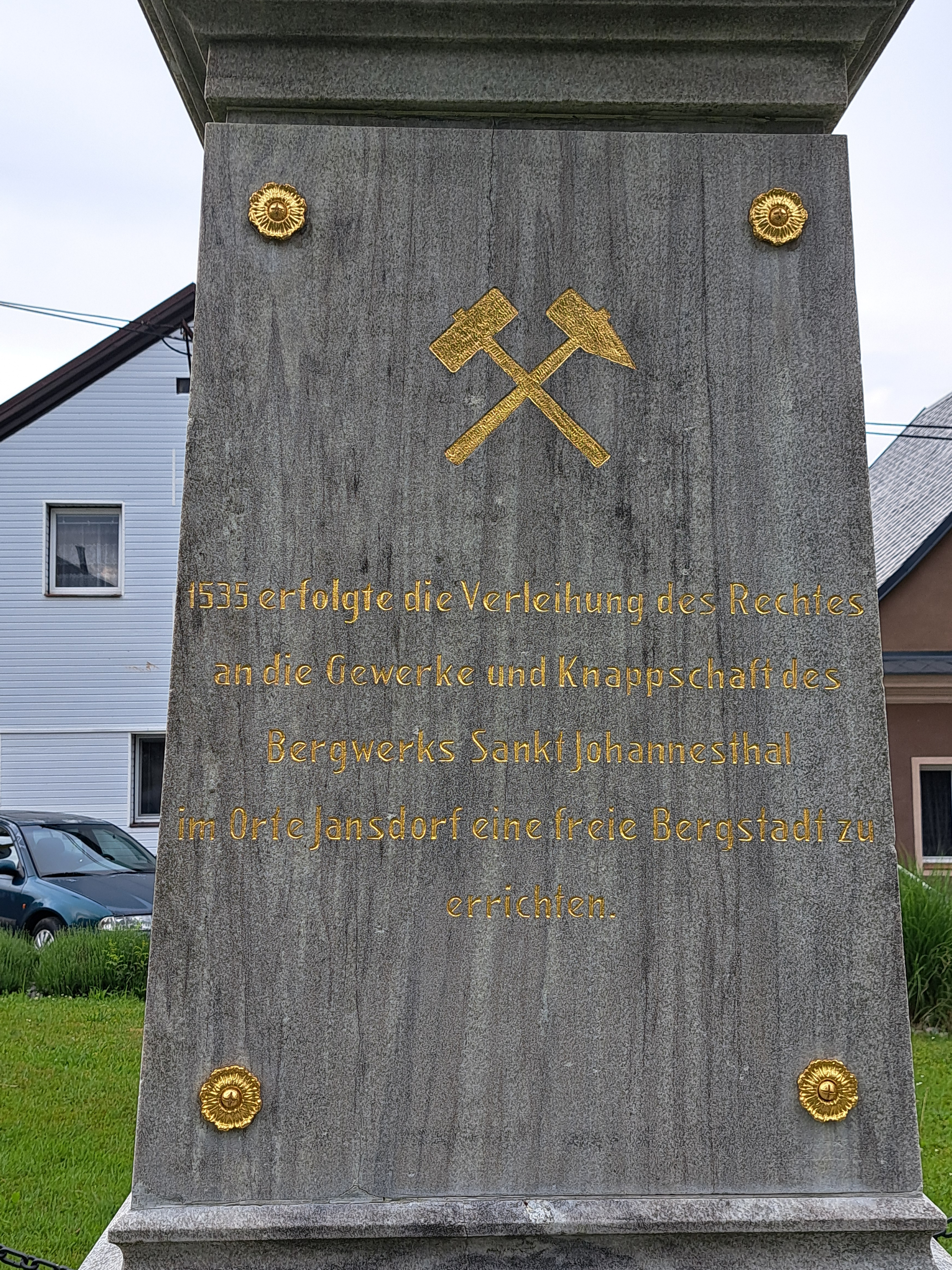
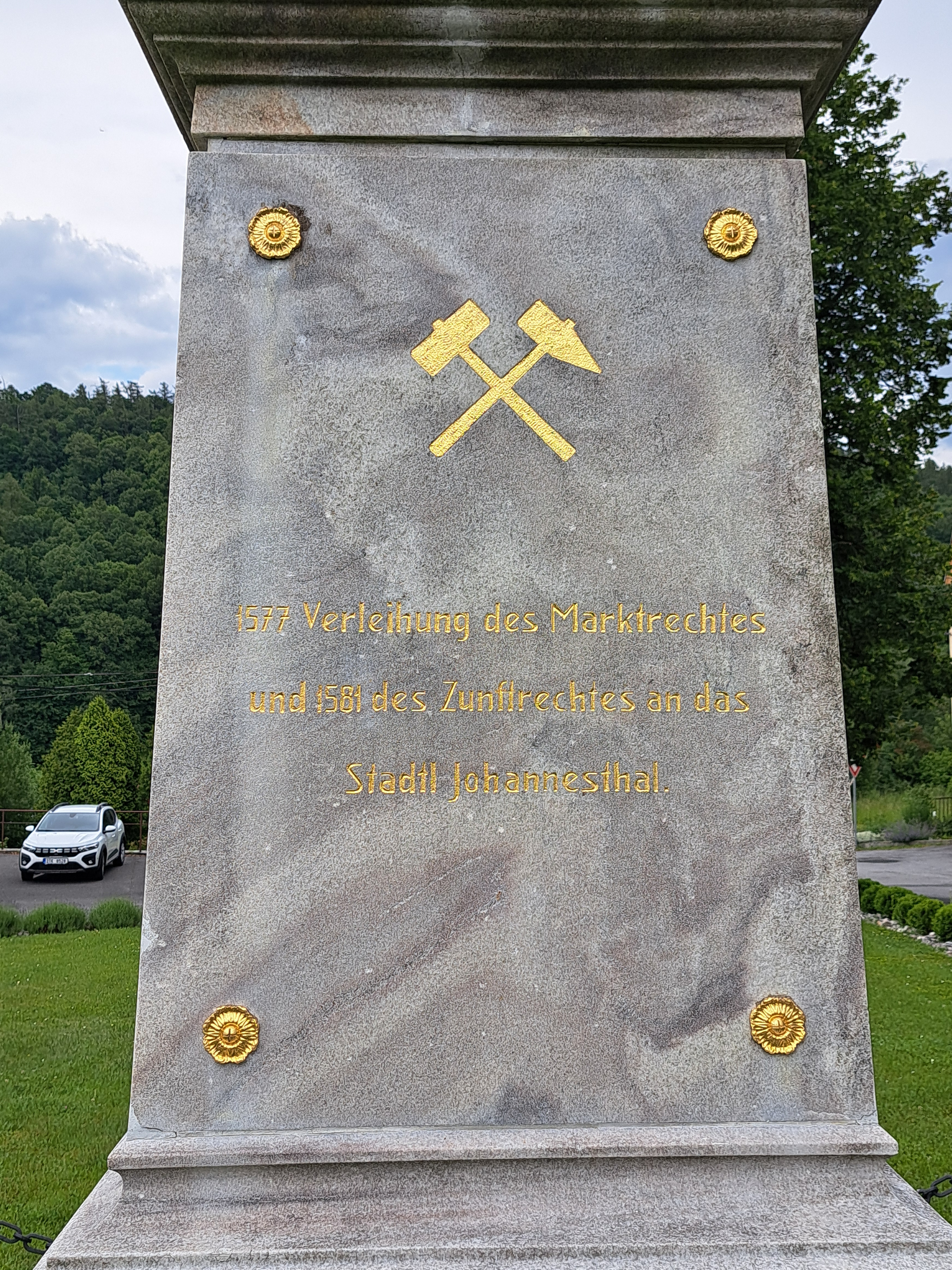